# Riječka nogometna reprezentacija
Riječka nogometna reprezentacija je predstavljala Rijeku i riječku državu u nogometu i malom nogometu kroz doba kad je država uživala razne stupnjeve priznanja sa strane međunarodne zajednice i njoj susjednih zemalja Italije i Jugoslavije. Reprezentacija je igrala u glavnom prijateljske utakmice i turnire, također međunarodne naravi, a u današnjem danu postoji samo kao kulturna udruga i igra prijateljske utakmice u cerimonijalni događajima.

## Povijest
Prvu utakmicu Reprezentacija je odigrala 1918. s CS Olympijom koja je pobijedila 8:0. Nekoliko dana kasnije u revanšu opet pobjeda Olympije s visokih 9:3. Dana 8. siječnja 1920. godine reprezentacija Rijeke je u Slobodnoj državi Rijeka igrala s momčadi Vojne komande talijanske vojske, pobjedivši 1:0 pogotkom Tomaza. Tom prigodom je d'Annunzio izmislio simbol Scudetto za svoju selekciju. 
U periodu 1921. – 22. s državnim udarom na riječku državu sa strane talijanskih fašista i posljedičnim pripojenjem Rijeke kraljevini Italiji, reprezentacija prestaje igrati.Ulaskom jugoslavenske vojske u grad 1945. godine, U.S. Fiumana je ubrzo prisiljena prestati sa svojom djelatnšći da bi odmah umjesto nje pod nadzoru VUJE u Rijeci opet zaigralam ekipa zvana Reprezentacija Rijeke. Dana 3. srpnja 1945. Rijeka igra protiv Dinama i pobjeđuje 4:2. Dana 2. rujna igra protiv Akademičara iz Zagreba i pobjeđuje 7:2. Dana 7. listopada igra protiv Metalca iz Beograda i pobjeđuje 2:0.
Uspostavom civilne jugoslavenske vlasti nad Rijekom 1947. godine, reprezentacija prestaje postojati u ikakvom službenom obliku. 
2010-ih godina ideja nogometne i futsal reprezentacije Rijeke se opet obnavlja kroz inicijativu lokalne kulturne udruge i počinje igrati prijateljske utakmice i turnire sa sličnim organizacijama.